# Элджин (Иллинойс)
Э́лджин (англ. Elgin, МФА /ˈɛldʒɨn/) — город в штате Иллинойс, США. Большей частью расположен в округе Кейн, небольшая часть города находится в округе Кук. В дореволюционных источниках иногда встречается название Эльджин.

## География
Элджин расположен по обе стороны реки Фокс в 64 км к северо-западу от Чикаго (42°02′22″ с. ш. 88°17′19″ з. д.).
По данным переписи населения США, город имеет общую площадь 65,8 км² (25,4 миль²), из которых 1,1 км² (0,4 миль²) территории — вода.

## Демография
По состоянию переписи населения 2000 года, общая численность населения составляла 94 487 человек, т. е. восьмой по величине город в штате Иллинойс и 241-й в США.
По данным переписи 2010 года население выросло до 108 188 человек, по прогнозам специальной комиссии к 2030 году население достигнет 167 375 человек.
По расовому признаку в городе преобладают белые — 70,49 %, афроамериканцев — 6,8 %.
Распределение населения по возрасту:
- до 18 лет — 29 %
- от 18 до 24 лет — 10,7 %
- от 25 до 44 лет — 33,6 %
- от 45 до 64 лет — 18,2 %
- от 65 лет — 8,6 %

Средний годовой доход семьи составляет 58 404 дол. Доход на душу населения — 21 112 дол.

## История
В 1832 году здесь находилось поселение индейцев племени потаватоми, однако вследствие войн и конфликтов они были изгнаны с этих земель. Тысячи солдат армии генерала Уинфилда Скотта прошли вдоль реки Фокс во время войны.
Джеймс Гиффорд и его брат Езекии Гиффорд, услышав рассказы об этих местах и согнанных индейцах, отправились из Нью-Йорка на запад. По пути из Чикаго в Галену они остановились на месте, где через реку Фокс удобно было переправиться. В апреле 1835 года они основали здесь город, взяв название из шотландского гимна «Песня Элджин». К 1837 году здесь уже были мост и мельница.
В 1849 году железная дорога, связывающая Галену и Чикаго, достигла Элджина. В 1850-х годах Элджин показал большие перспективы своего развития, в 1856 году основана Элджинская академия. Во время Гражданской войны город приобрёл известность как центр военного производства, в виду удобного доступа к полноводной, быстротекущей реке, воды которой использовали промышленные предприятия.
В 1864 году было основано предприятие по производству часов Elgin National Watch Company, которое должно было составить конкуренцию компании American Waltham Watch Company, расположенной в Уолтем, штат Массачусетс.

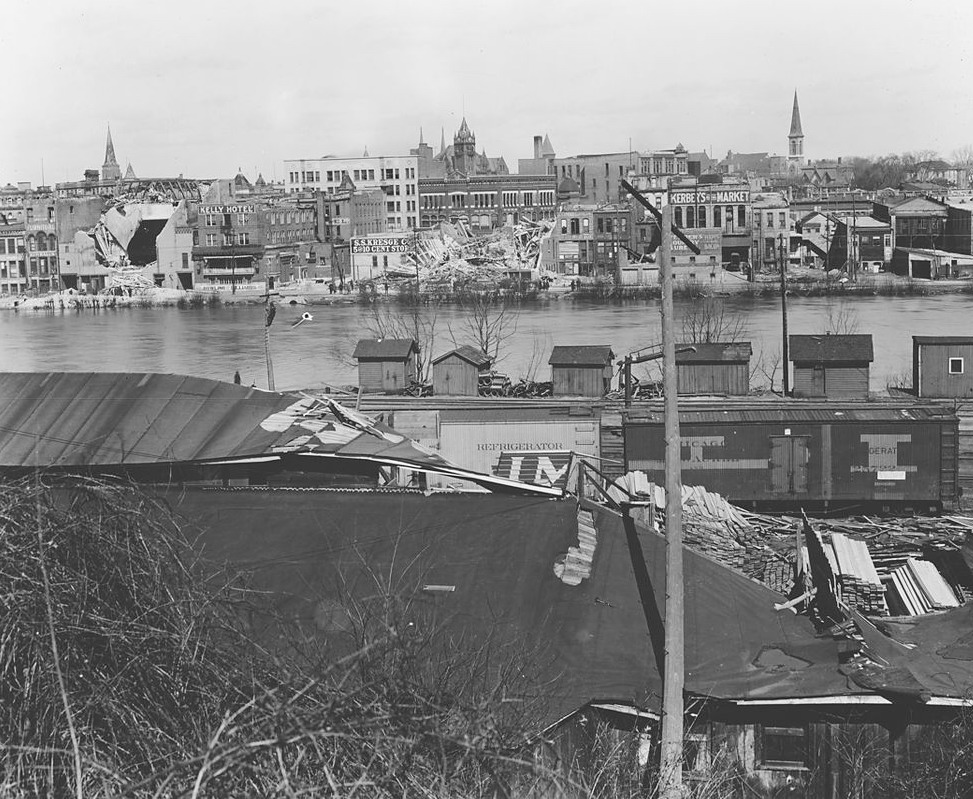
Последствия торнадо, прошедшего 28 марта 1920 года

Кроме того, в городе быстро развивался бизнес по поставкам масла и молочных продуктов в Чикаго. В 1866 году предприниматель Гейл Борден основал здесь свой завод по производству сгущённого молока, в его честь названа местная библиотека. Тем не менее значение молочной промышленности стало уменьшаться с открытием в то же время завода Elgin National Watch Company, который в итоге стал крупнейшим в США и оставался таковым до середины XX века, пока производство не было прекращено. В числе других крупных предприятий Элджина были обувная фабрика и ряд зерновых мельниц.
В 1872 году в городе была построена главная психиатрическая больница штата, а затем построен и дом ветеранов.
28 марта 1920 года в результате торнадо, обрушившегося на Чикаго, Элджин и западный пригород, погибли 23 человека и городу был нанесён ущерб в размере $ 1,5 млн. Несколько домов и предприятий в центре города, включая оперный театр и Гранд-театр, были уничтожены. 4 жителя Элджина погибли при обрушении крыш конгрегационалистской и баптистской церквей, в которых проходили воскресные службы.
Сегодня город выходит далеко за пределы первоначального места основания и продолжает расти в направлении шоссе № 90. Большая часть тяжелой промышленности города исчезла, но он продолжает процветать в качестве центра пассажирских перевозок и всё чаще становится местом для таких компаний, как Motorola и Bank One.
Дважды (1956 и 2002) город был награждён премией «All-America City Award» (с англ. — «Всеамериканский город») присуждаемой Национальной гражданской лигой, которую неофициально называют «Нобелевской премией за конструктивное гражданство» и которая выдается за активную гражданскую позицию жителей некорпоративных сообществ Соединённых Штатов в жизни местного самоуправления.

## Культура и отдых

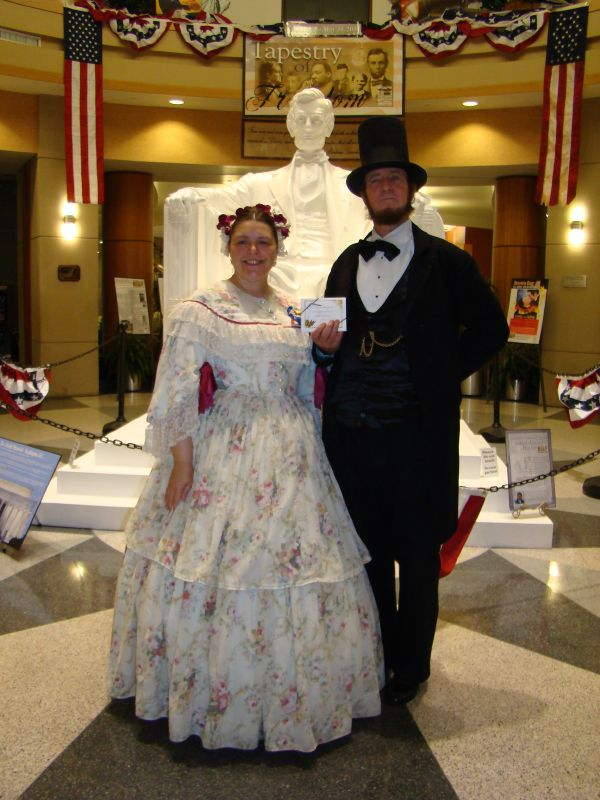
Актёры, изображающие Авраама Линкольна и Мэри Линкольн во время выставки в Общественной библиотеке Гейла Бордена, Элджин, Иллинойс

Симфонический оркестр Элджина один из крупнейших оркестров штата Иллинойс, действуют также молодёжный симфонический оркестр, детский хор Элгина и опера.
С открытием речного казино «Grand Victoria» в 1994 году и его весомым вкладом в экономику города, многие исторические здания были переоборудованы в стильные клубы и рестораны, избежав участи быть разрушенными. Первоначально открытие казино привело к разделению мнений горожан и множеству споров, однако благодаря этому с тех пор существенно увеличился поток туристов (5-е место в штате), что приносит значительный доход городу. Помимо этого казино выделяет гранты некоммерческим организациям.
В Элджине расположено множество парков, в которых находятся общественный музей, зоопарк, стадо Американских бизонов, поля для гольфа, аквапарк, стена для скалолазания. В спортивном комплексе в юго-западной части города имеются 10 полей для футбола и велотрэк BMX.

## Известные жители и уроженцы
- Брюс Бокслейтнер — актёр.
- Пол Флори — химик, лауреат Нобелевской премии (1974).